# Curlew Mountains
Curlew Mountains är kullar i republiken Irland. De ligger i den norra delen av landet och är täckta av skog.